# Geostationære bane
Den geostationære bane er en cirkelformet omløbsbane omkring Jorden, ca. 35.786 kilometer over havets overflade ved Jordens ækvator: I den højde tager et omløb lige så lang tid som Jorden er om at dreje én gang omkring sig selv; ét siderisk døgn, eller 23 timer, 56 minutter og 3,091 sekunder.
Idéelt set vil f.eks. en satellit i den geostationære bane synes at "stå stille" på himlen i forhold til en stationær observatør på Jordens overflade, og det udnyttes især til kommunikationssatellitter der formidler tv-signaler, fordi modtagerens parabolantenne kan monteres så den altid peger i én bestemt retning.

## Historie
Idéen om at bruge satellitter i den geostationære bane blev første gang offentliggjort af Herman Potočnik i 1928, men idéen nåede først ud til et bredere publikum gennem science fiction-forfatteren Arthur C. Clarke i 1945; den geostationære bane omtales derfor også som Clarke-banen, og det område banen skærer igennem, som Clarke-bæltet.

## Praktiske begrænsninger
I praksis vil en satellit i den geostationære bane på længere sigt "drive" væk fra dens tilsigtede "plads" i banen på grund af perturbering, primært fra Solens og Månens tyngdekraft. Af den grund har disse satellitter et antal små raketmotorer der sætter dem i stand til at manøvrere tilbage på deres rette plads. Dette kræver naturligvis brændstof, og beholdningen af dette brændstof sætter en øvre grænse for en geostationær satellits "levetid". I takt med at der opsendes flere og flere satellitter, har man nu indført en regel om, at afstanden mellem hver satellit skal være på mindst 4º.